# Azad-Hind-Orden

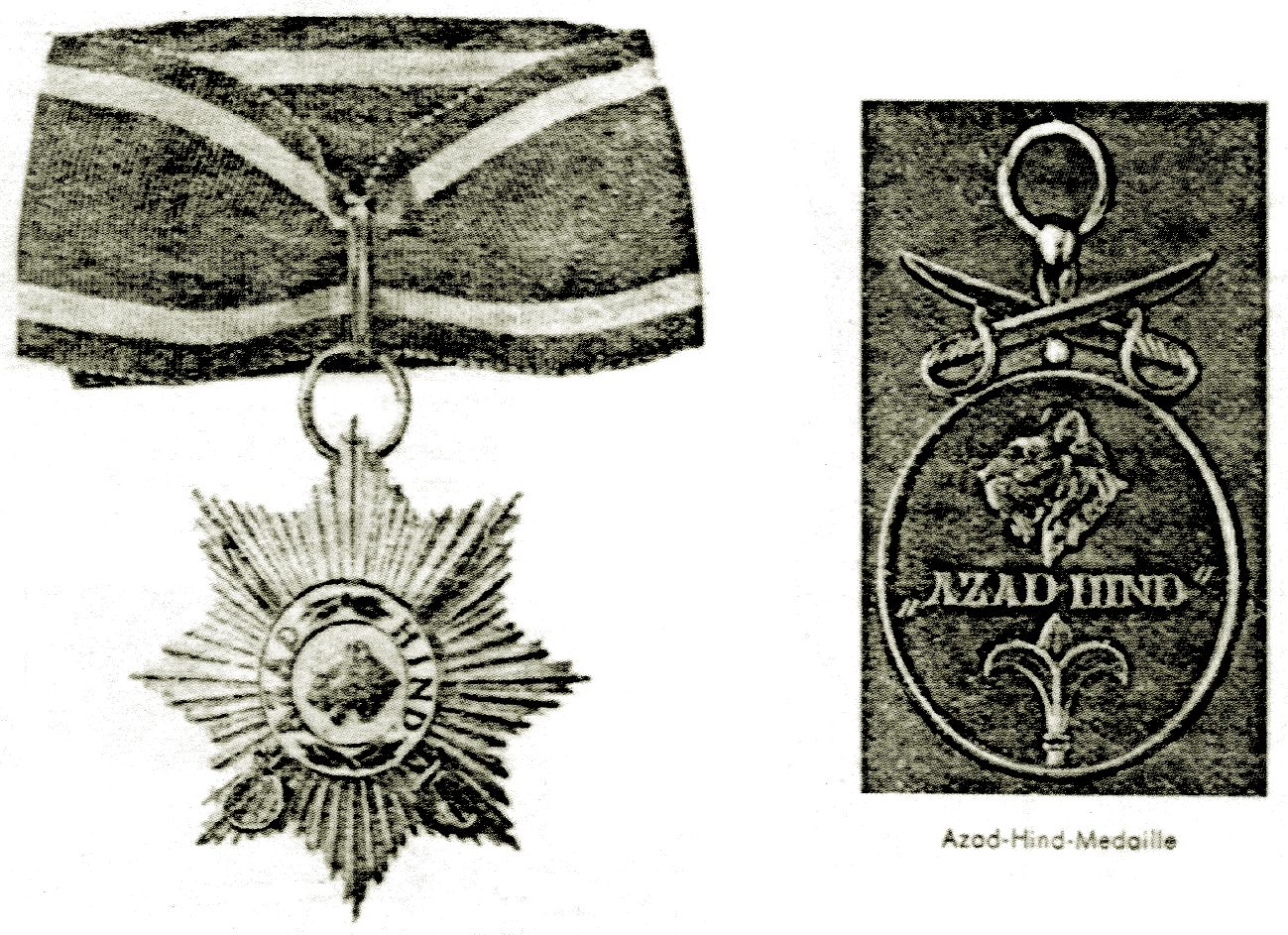
Azad-Hind-Orden der 1. Klasse als Halsbandorden mit Säbeln sowie links die Azad-Hind-Medaille ebenfalls mit Säbeln.

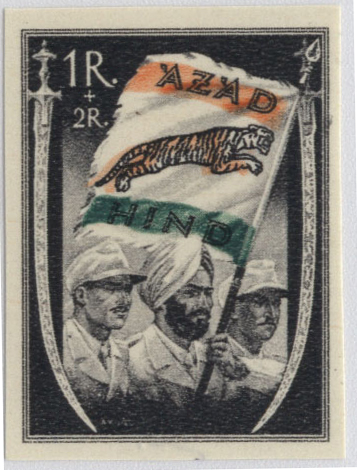
Briefmarke der Indischen Legion

Der Orden Azad Hind (dt. Freies Indien) war eine Auszeichnung der Freien (provisorischen) indischen Exilregierung im Zweiten Weltkrieg und wurde ab 1943 ausschließlich an Angehörige der Indischen Legion mit und ohne Schwerter (Säbel) verliehen. Die Verleihung mit Schwerter erfolgte dabei ausschließlich für besondere Verdienste unter feindlicher Waffenwirkung, ohne Schwerter (Säbel) dagegen für besondere Verdienste in der Truppenführung ohne Feindeinwirkung. Die Verleihungsbedingungen, obwohl nicht öffentlich publiziert, orientierten sich am Kriegsverdienstkreuz (1939).

## Azad-Hind-Orden
Der Azad-Hind-Orden bestand aus drei Klassen. Das Ordenszeichen selbst ist ein silberner achtstrahliger Stern von ca. 60 mm Durchmesser; die Rippen der Strahlen sind dabei poliert. Das Mittelmedaillon besitzt dabei einen Durchmesser von 23 mm und war bei der 1. Klasse emailliert, bei der 2. und 3. Klasse dagegen golden. Das Ordenszeichen zeigte dabei mittig auf dem Innenmedaillon einen Indischen Tiger, der innerhalb des Schriftringes zu sehen ist. Auf dem Schriftring stehen links AZAD sowie rechts HIND. Beide Wörter werden dabei durch Blattgruppen getrennt. Bei den nicht emaillierten Stücken (2. und 3. Klasse) ist der Grund rau, bei der emaillierten 1. Klasse dagegen weiß, wobei auch der Schriftring erhaben, die Blätter grün, sowie der Kopf des Tigers, die Schrift und die Ränderung natürlich golden gehalten sind. Bei der Verleihung des Ordens mit Schwertern (Säbeln), waren diese ebenfalls golden gehalten und kreuzten sich im Mittelfeld des Ordens. Die 1. Klasse des Azad-Hind-Ordens wurde als Halsbandorden getragen, die 2. Klasse als Steckkreuz an der linken Brusttasche und die 3. Klasse als Bandorden ebenfalls über der linken Brusttasche. Das Ordensband selbst war in den indischen Nationalfarben gehalten. Diesem Zweck folgend war in der Mitte ein 23 mm breiter smaragdgrüner Streifen, der von zwei weißen 4 mm breiten und abschließend von zwei weiteren orangen Streifen von je 4 mm gesäumt wurde.

## Azad-Hind-Medaille
Die Azad-Hind-Medaille wurde parallel zum Azad-Hind-Orden ebenfalls in drei Klassen verliehen, wobei die 1. Klasse golden, die 2. Klasse silbern und die 3. Klasse in Bronze gehalten war. Alle Farblegierungen waren dabei matt gehalten, wobei die Bronzetönung ziemlich dunkel ausfiel. Die Medaille selbst zeigt auf ihrer Vorderseite im oberen Teil den Indischen Tiger, darunter den Schriftzug: „AZAD HIND“. Unter dem Schriftzug ein lilienförmiges Emblem. Sowohl um den Tigerkopf herum als auch die Umgebung des erhaben geprägten Schriftzuges ist der Grund der Medaille oxydiert gehalten. Die Rückseite aller drei Medaillen zeigt vom Mittelpunkt ausgehende gemustere Strahlen, in denen die deutschen Worte: Indiens Freiheitskampf zu lesen sind. Die Worte selbst sind umgeben von einem in der Mitte offenen Kerkergitter. Die Medaille bestand in allen Klassen mit und ohne Schwerter, die oberhalb des Medaillenrandes miteinander gekreuzt und durch ein Blättchenornament mit dem Aufhängering verbunden war. Das Band der Medaille war dabei dasselbe, wie das des Ordens. Getragen wurde die Medaille als Brustorden oberhalb der linken Brusttasche, später nur noch als Bandschnalle.